# Municipalità locale di Intsika Yethu
Intsika Yethu è una municipalità locale (in inglese Intsika Yethu Local Municipality) appartenente alla municipalità distrettuale di Chris Hani della  Provincia del Capo Orientale in Sudafrica. 
In base al censimento del 2001 la sua popolazione è di 175.219 abitanti.
La sede amministrativa e legislativa è la città di Cofimvaba e il suo territorio si estende su una superficie di 3.041 km² ed è suddiviso in 23 circoscrizioni elettorali (wards). Il suo codice di distretto è EC135.

## Geografia fisica

### Confini
La municipalità locale di Intsika Yethu confina a nord con quella di Sakhisizwe, a est con quella di Engcobo, a sud con quelle di Mbhashe, Mnquma e Amahlathi (Amatole) e a ovest con quelle di Lukhanji e Emalahleni.

### Città e comuni
- Amabhele
- Amahlubi
- Amazizi
- Cofimvaba
- Garner's Drift
- Gcaleka
- Gcuwa
- Hala
- Hange
- Idutywa
- KwaNkwenkwazi
- Jumba
- Lady Frere
- Mtshanyana
- Ncora
- Ndlunkulu
- Ndungwana
- Nobokwe
- Qamata
- Qombolo
- Qwebeqwebe
- Southeyville
- Tsomo

### Fiumi
- Bengu
- Bholotwa
- Gqogqora
- Indwe
- Ncuncuzo
- Ngcongcolora
- Ngqutura
- Nququ
- Qitsi
- Qumanco
- Qwanti
- Sidubu
- Tora
- Tsomo
- Wit - Kei
- Xume
- Zolo

### Dighe
- Lubisi Dam
- Ncora Dam
- Tsojana Dam